# Märkischer Heimatschutz
Der Märkische Heimatschutz (kurz: MHS) war ein regionales Kameradschaftsnetzwerk im Nordosten des Landes Brandenburg. Es wurde am 24. November 2001 in Kerkow (Uckermark) gegründet und am 4. November 2006 in der Schorfheide zu großen Teilen aufgelöst. Der MHS unterhielt Sektionen in den Städten Angermünde, Prenzlau, Oranienburg, Strausberg, Eberswalde, Schwedt. Länderübergreifend gab es auch eine Abteilung in Berlin, die vom späteren Szeneaussteiger Gabriel Landgraf im September 2004 gegründet und geführt wurde. Geführt wurde der MHS von Gordon Reinholz. Organisatorisch lehnte er sich an den Thüringer Heimatschutz (kurz: THS) an.